# Oscar Almgren (arkeolog)
Oscar Almgren, född 9 november 1869 i Stockholm, död 13 maj 1945 i Uppsala, var en svensk arkeolog. Han utnämndes 1913 som den första i Sverige till professor i nordisk och jämförande fornkunskap vid Uppsala universitet. Han var son till Oscar Almgren samt far till Bertil Almgren och Gerd Almgren.
Almgren tillhörde sidenvävarsläkten Almgren. Han avlade studentexamen vid Södra latin i Stockholm 1886 och inskrevs samma år vid Uppsala universitet. Han avlade filosofie kandidatexamen 1889 i klassiska och nordiska språk och började sedan intressera sig för arkeologin. År 1897 blev han filosofie doktor och docent i jämförande fornkunskap. Almgren blev 1910 antikvarie vid Vitterhetsakademien. Åren 1914–1925 var han professor i arkeologi vid Uppsala universitet. Almgren deltog i fältarbetet vid undersökningen av Läby runstensbro, på Åloppeboplatserna, under utgrävningen av Hågahögen med flera platser.
Almgren utnämndes till hedersdoktor vid universitetet i Königsberg 1924 och till hedersledamot av Finska fornminnesföreningen 1920, och hedersledamot av Svenska fornminnesföreningen 1930. Han blev hedersledamot av Stockholms nation i Uppsala 1912 och av Uplands nation 1915. Åren 1901–1941 var han medlem i Upplands fornminnesförening, 1910–1945 sekreterare och redaktör för dess tidskrift, och 1910–1917 föreningens skattmästare. Han deltog verksamt i bildandet av Disastiftelsen 1927 och stiftelsen Geijersgården 1934. 
Oscar Almgren är begravd på Norra begravningsplatsen utanför Stockholm.